# Carrier Strike Group 9
Le Carrier Strike Group Nine, abrégé CSG-9 ou CARSTRKGRU 9, est l'un des 6 groupes aéronavals de l'U.S. Navy affecté à la Flotte du Pacifique. Il est basé à San Diego. Il est rattaché administrativement à la 3e Flotte (pacifique Est)  et ses déploiements opérationnels se font au profit de la 7e flotte (pacifique Ouest) et de la 5e flotte (Golfe Arabo-Persique et océan Indien). La désignation de Carrier Strike Group date de 2004.

## Composition du CSG-9

### 2004-2005
Déploiement du 19 octobre 2004 au 4 mars 2005:
- USS Abraham Lincoln (CVN-72), navire-amiral
- Carrier Air Wing Two (CVW-2)
- USS Cape St. Georges (CG-71)
- Destroyer Squadron 9
  - USS Shoup (DDG-86)
  - USS Benfold (DDG-65)
- USNS Rainier (T-AOE 7)
- USS Louisville (SSN-724)

### 2006
Déploiement du 27 février 2006 au 8 septembre 2006:
- USS Abraham Lincoln (CVN-72), navire-amiral
- Carrier Air Wing Two (CVW-2)
- USS Mobile Bay (CG-53)
- Destroyer Squadron 9
  - USS Shoup (DDG-86)
  - USS Russell (DDG-59)

### 2008
Déploiement du 13 mars 2008 au 8 octobre 2008,:
- USS Abraham Lincoln (CVN-72), navire-amiral
- Carrier Air Wing Two (CVW-2)
- USS Mobile Bay (CG-53)
- Destroyer Squadron 9
  - USS Momsen (DDG-92)
  - USS Russell (DDG-59)
  - USS Curts (FFG-38)
- USNS Rainier (T-AOE 7)

### 2011
Déploiement du 11 septembre 2010 au 19 mars 2011,:
- USS Abraham Lincoln (CVN-72), navire-amiral
- Carrier Air Wing Two (CVW-2)
- USS Cape St. Georges (CG-71)
- Destroyer Squadron 9
  - USS Momsen (DDG-92)
  - USS Halsey (DDG-97)
  - USS Shoup (DDG-86)
  - USS Sterett (DDG-104)
- USNS Rainier (T-AOE 7)

### 2012
À la suite de la dissolution du Carrier Strike Group 7, le CSG 9 serait réaffecté de l’USS Abraham Lincoln à l’USS Ronald Reagan (CVN-76) .